# Luc Meyer
Luc Meyer (ur. 13 września 1968 w La Ferté-Macé) – francuski duchowny katolicki, biskup Rodez od 2022.

## Życiorys
Święcenia kapłańskie otrzymał 7 maja 2000 i został inkardynowany do diecezji Laval. Pracował głównie jako duszpasterz parafialny, był też m.in. wykładowcą i wychowawcą w seminarium w Nantes, kierownikiem formacyjnym w diecezji oraz jej wikariuszem generalnym.
7 lipca 2022 papież Franciszek mianował go biskupem diecezjalnym Rodez. Sakry udzielił mu 17 września 2022 metropolita Tuluzy – arcybiskup Guy de Kérimel.